# Benno Besson

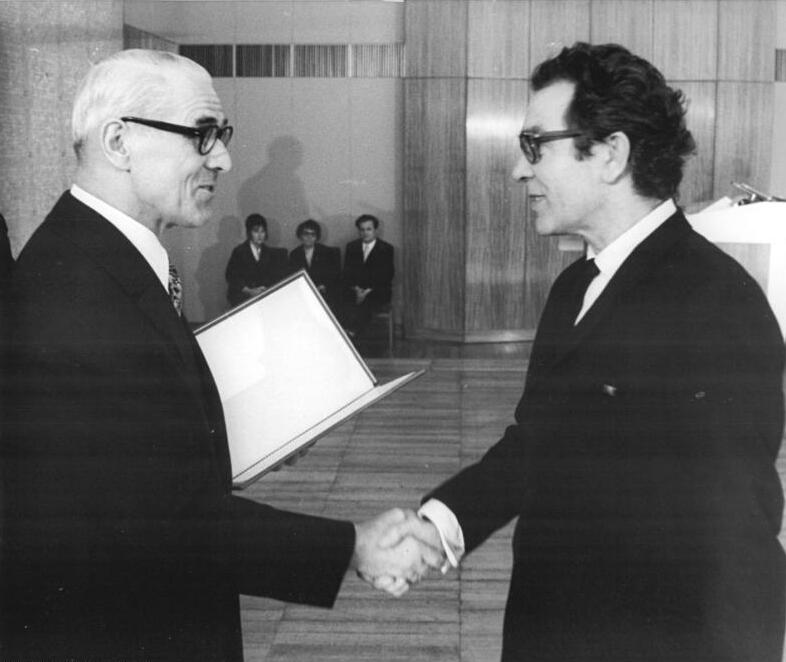
Recibiendo el Premio Nacional de la RDA en 1974.

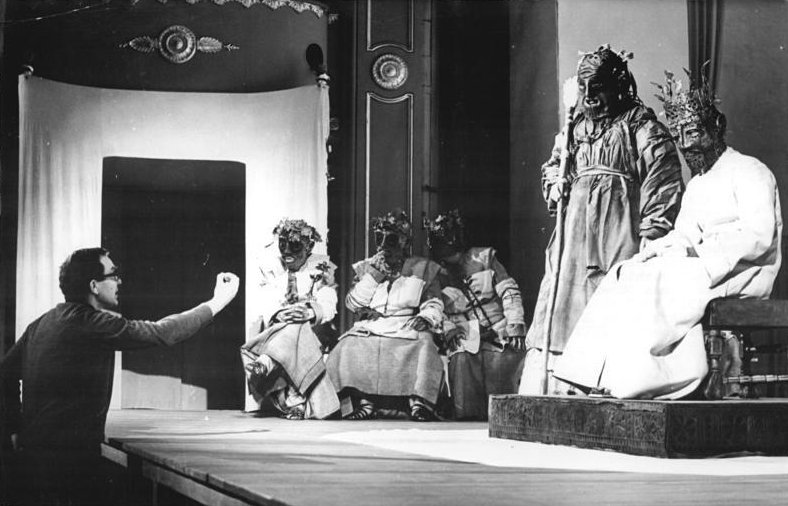
Dirigiendo Edipo el tirano.

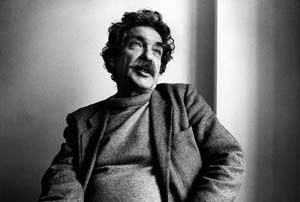
1983

Benno Besson (René Benjamin Besson) (Yverdon-les-Bains, Suiza; 4 de noviembre de 1922 - Berlín, Alemania, 23 de febrero de 2006) fue un actor y director de teatro y cine suizo.

## Trayectoria
Hijo de un maestro francés que trabajaba en Suiza, estudió en Neuchâtel y Zúrich y formó parte de la Resistencia francesa en Lyon. En 1943 trabajó en el Schauspielhaus Zürich.
En Zúrich recibió la invitación de Bertolt Brecht en 1949 a dirigir el Berliner Ensemble que lo llevó a establecerse en Berlín, donde obtuvo grandes éxitos en el Volksbühne Berlin (1960-1977) y el Deutsches Theater con su estilo popular e irreverente. 
Entre sus más conocidos trabajos figuran obras de Aristófanes, Tartufo de Molière, Shakespeare, Sófocles y en obras de Brecht como Madre Coraje y sus hijos, El círculo de tiza caucasiano, El alma buena de Szechwan, Turandot o el congreso de los blanqueadores, Santa Juana de los mataderos, Los días de la comuna, Un hombre es un hombre y otras.
Trabajó a menudo con Heiner Müller, Helene Weigel y Ruth Berghaus y se casó con la actriz Ursula Karusseit. 
Abandonó la Alemania Oriental en 1978 por razones personales y se estableció en París.
Ganador del Premio Moliére al mejor director en 1994. fue condecorado con la Legión de Honor en 2004.
Tuvo seis hijos, entre ellos los actores: Madeleine Besson, Katharina Thalbach, Pierre y Philippe Besson.